# Томашув (гміна Опатув)
Томашув (пол. Tomaszów) — село в Польщі, у гміні Опатув Опатовського повіту Свентокшиського воєводства.
Населення — 132 особи (2011).
У 1975-1998 роках село належало до Тарнобжезького воєводства.

## Демографія
Демографічна структура на день 31 березня 2011 року:
|          | Загалом | Допрацездатний вік | Працездатний вік | Постпрацездатний вік |
| -------- | ------- | ------------------ | ---------------- | -------------------- |
| Чоловіки | 69      | 18                 | 43               | 8                    |
| Жінки    | 63      | 4                  | 42               | 17                   |
| Разом    | 132     | 22                 | 85               | 25                   |